# Joyû Sumako no koi

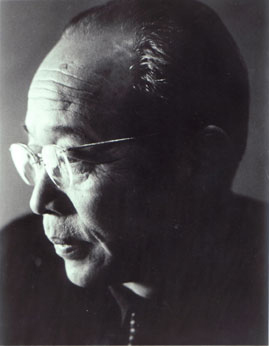
Kenji Mizoguchi, diretor

Joyû Sumako no koi (女優須磨子の恋) é um filme de drama japonês em preto e branco, dirigido por Kenji Mizoguchi e lançado em 16 de agosto de 1947.

## Elenco
- Kinuyo Tanaka como Sumako Matsui
- So Yamamura como Hōgetsu Shimamura
- Kikue Mori como Ichiko Shimamura
- Chieko Higashiyama como Seki
- Kyoko Asagiri como Haruko Shimamura
- Eijirō Tōno como Shoyo Tsubouchi
- Eitaro Ozawa como Kichizô Nakamura